# Breddiniola collaris
Breddiniola collaris är en insektsart som först beskrevs av Gustaf Emanuel Haglund 1899.  Breddiniola collaris ingår i släktet Breddiniola och familjen vedstritar. Inga underarter finns listade i Catalogue of Life.